# Vámosgyörk–Újszász-vasútvonal
A Vámosgyörk–Újszász-vasútvonal a MÁV 86-os számú nem villamosított, egyvágányú mellékvonala a Jászságban. A vasútvonal alépítménye talpfákból és betonaljakból áll. Biztosítóberendezése fényjelzőkkel felszerelt. A vonal pontosan 77,6 km hosszú, a menettartam 1 ó. 41 p. Újszásztól egészen Vámosgyörkig 60 km/h-val szabad közlekedni.

## Forgalom

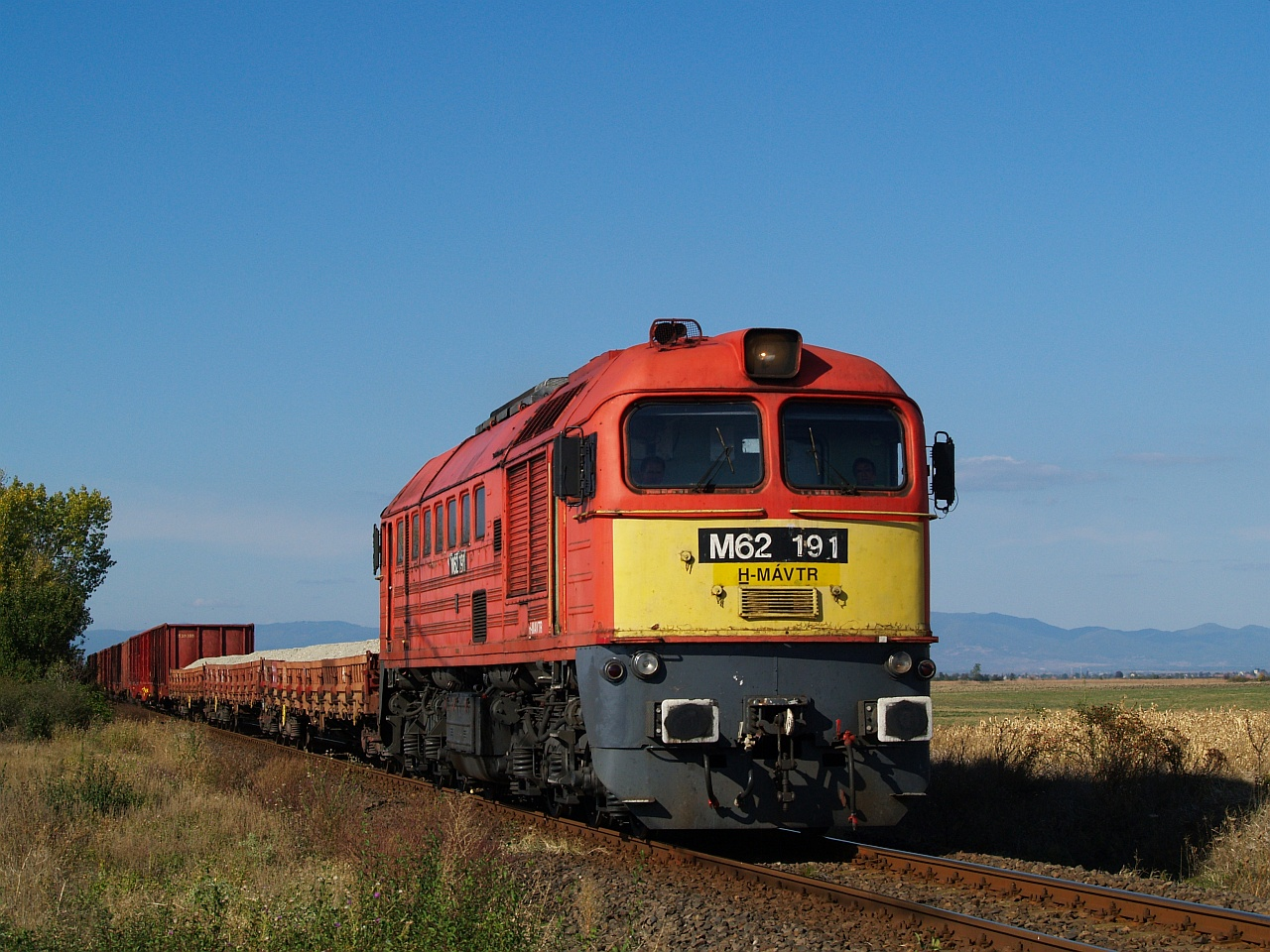
Tehervonat Jászárokszállás határában

A jelenlegi menetrend alapján napközben általában 2 óránként, ütemesen járnak a vonalon a személyvonatok. A személyszállításban a csehszlovák gyártású Bzmot és a 2001-ben beszerzett, orosz gyártású 6341-es sorozatszámú "Uzsgyi" motorkocsik a kizárólagosak, melyeket Szentes Vontatási Főnöksége ad, teherforgalomban a hatvani M62-esek és a miskolci Remot M47-esek (ritkán) vesznek részt.

### Utasforgalom
A Vámosgyörk–Újszász-vasútvonalat igénybe vevő utasok számát az alábbi táblázat tartalmazza, nem számítva a jogszabály alapján díjmentesen utazókat (65 év felettiek, 6 év alattiak, határon túli magyarok, díjmentesen utazó diákcsoportok).
| Év   | Utasszám | Változás |
| ---- | -------- | -------- |
| 2018 | 149 741  |          |

## Jubileum
A vasútvonal Jászapáti és Vámosgyörk közötti szakasza 2009-ben ünnepelte századik évfordulóját. Ennek tiszteletére nosztalgiavonat közlekedett a 220,204 pályaszámú gőzmozdonnyal, és az érintett településeken ünnepségeket rendeztek.